# 1968 рік у науковій фантастиці
1968 рік у науковій фантастиці ознаменувався цілою низкою подій. Були:

## Вперше видані науково-фантастичні книги

### Вперше опубліковані романи[1]
1. Володимир Беекман «Атомник та кібернетичний ведмідь» (ест. «Aatomik ja Küberneetiline karu») (Естонська РСР)
2. Френк Герберт «Бар'єр Сантароґи[en]» (англ. «The Santaroga Barrier»)  (США)[2].
3. Джон Крістофер «Басейн вогню» (англ. «The Pool of Fire») з циклу «Триподи[en]» (англ. «The Tripods») (Англія)
4. Джон Браннер «Батько брехні» (англ. «Father of Lies»)* (Англія)
5. Дейв ван Арнем та Тед Вайт[en] «Бічне ковзання» (англ. «Sideslip») (США)[3].
6. Леслі Пурнелл Дейвіс[en] «Вимір А» (англ. «Dimension A») (Англія)[4]
7. Ромен Гарі «Винувата голова» (англ. «All Judgement Fled») (Франція)
8. Александер Кі[en] «Втеча до Відьомської гори» (англ. «Escape to Witch Mountain») (США)
9. Сергій Снєгов «Вторгнення до Персею» (рос. «Вторжение в Персей») (Російська РФСР)
10. Б. Р. Брюсс[fr] «Галактичний шпигун» (фр. «L'Espionne galactique») (Франція)[5]
11. Леслі Пурнелл Дейвіс[en] «Гибла справа» (англ. «A Grave Matter») (Англія)[6]
12. Іван Єфремов «Година бика» (рос. «Час быка») (Російська РФСР)
13. Станіслав Лем «Голос Пана» (пол. «Głos Pana») (Польща)
14. Джон Кіппакс[en] та Ден Морґан[en] «Грім зірок» (англ. «A Thunder of Stars»), (Англія)
15. Чарльз Ґ. Фінні «Гріховне місто» (англ. «The Unholy City»)*  (США)
16. Ларрі Нівен «Дарунок з Землі[en]» (англ. «A Gift From Earth»)  (США)
17. Артур Кларк «Дві тисячі перший рік: Космічна одісея» (англ. «2001: A Space Odyssey») (Шрі-Ланка, видано в Англії)
18. Джеймс Шміц «Демонічне сім'я[en]» (англ. «The Demon Breed») (США)
19. Сакьо Комацу «День воскресіння» (яп. «復活の日»)* (Японія)[7].
20. Стентон А. Кобленц «День, коли світ зупинився» (англ. «The Day the World Stopped) (США)
21. Едвін Чарльз Табб[en] «Дераї» (англ. «Derai») (Англія)
22. Джек Фінні «Десятицентовик Вудроу Вілсона» (англ. «The Woodrow Wilson Dime») (США)
23. Б. Р. Брюсс[fr] «Діти Алги» (фр. «Les Enfants d'Alga») (Франція)[8].
24. Аєн Воллес «Доктор Орфей» (англ. «Dr. Orpheus») (США)
25. Браєн Олдіс «Доповідь про ймовірність А[en]»* (англ. «Report on Probability A») (Англія)
26. Деніел Кіз «Дотик» (англ. «The Touch») (США)
27. Мак Рейнольдс «Дуельний кодекс» (англ. «Code Duello») (США)
28. Євген Войскунський та «Очень далекий Тартесс», або «Щит Нетона» (рос. «Щит Нетона», або «Очень далекий Тартесс»)* (Азербайджанська РСР, видано у Російська РФСР)
29. Майкл Фрейн[en] «Дуже приватне життя[en]» (англ. «A Very Private Life») (Англія)
30. Роберт Артнер[de] Кларк Дарльтон «Життя з попелу» (англ. «Das Leben aus der Adsche») (ФРН)
31. Пітер Дікінсон «Заклинач погоди» англ. «The Weathermonger») (Англія)
32. Едмонд Гемілтон «Закриті світи» (англ. «The Closed Worlds») (США)
33. Маррі Лайнстер «Земля велетнів» (англ. «Land of the Giants») (США)
34. Джеймс Бліш «Зниклий літак» (англ. «The Vanished Jet») (США), (Англія)
35. Олексій Паншин «Зоряна криниця» (англ. «Star Well») (США)
36. Фред Сейберхеґен «Зруйновані землі» (англ. «The Broken Lands») (США)
37. Джон Браннер «Зупинка на Занзибарі» (англ. «Stand on Zanzibar») (Англія)[9].
38. Френк Белкнеп Лон «...І будуть народжені інші» (англ. «...And Others Shall Be Born») (США)
39. Тед Вайт[en] «Капітан Америка: Велика золота крадіжка» (англ. «Captain America: The Great Gold Steal») (США)
40. Чарльз Л. Харнесс «Кільце Рітонеля» (англ. The Ring of Ritornel)
41. Гаррі Гаррісон «Кінні варвари» (англ. «Horse Barbarians») (США), (Велика Британія)
42. Кеннет Балмер[en] «Ключ до Венудіну» (англ. «The Key to Venudine») (Англія)
43. Роберт Сілверберг «Ковадло часу»* (англ. «The Anvil of Time») (США, видано в Англії)
44. Б. Р. Брюсс[fr] «Коли уран вичерпався» (фр. «Quand l'uranium vint à manquer») (Франція)[10]
45. Мак Рейнольдс «Комп'ютерна змова» (англ. «Computer Conspiracy») (США)
46. Роберт Шеклі «Координати див» (англ. «Dimension of Miracles») (США)
47. Рафаель Лафферті «Космічний заспів» (англ. «Space Chantey») (США)
48. Томас Діш «Концтабір»* (англ. «Camp Concentration»)  (Англія)
49. Радій Погодін «Крок з даху» (рос. «Шаг с крыши») (Російська РФСР)
50. Джеймс Бліш «Ласкаво просимо на Марс!» (англ. «Welcome to Mars!») (США), (Англія)
51. Ольга Ларіонова «Леопард з вершини Кіліманджаро» (рос. «Леопард с вершины Килиманджаро») (Російська РФСР)
52. Майкл Крайтон «Ліки вибору» (англ. «Drug of Choice») (США)
53. Кеннет Балмер[en] «Люди Судного дня» (англ. «The Doomsday Men»)* (Англія)
54. Роберт Сілверберг «Людина в лабіринті» (англ. «The Man in the Maze») (США)
55. П'єр Барбе[fr] «Магнетична еволюція» (фр. «Évolution magnétique) (Франція)
56. Едвін Чарльз Табб[en] «Марс накладеним платежем» (англ. «C.O.D. Mars») (Англія)
57. Роберт Сілверберг «Маски часу[en]» (англ. «The Masks of Time») (США)
58. Мартін Кейдін «Машина Господа» (англ. «The God Machine») (США)[11].
59. Джон Крістофер «Маятник» (англ. «Pendulum») (Англія)
60. Боб Шо «Мешканці двох світів[nl]» (англ. «The Two-Timers»)
61. Джек Венс «Місто Часща[en]» (англ. «City of the Chasch») , (США)
62. Томас Бьорнетт Свонн «Місячний пил[en]» (англ. «Moondust») (США)
63. Гюнтер Крупкат «Набу» (нім. «Nabou») НДР
64. Семюел Ділейні «Наднова» (англ. «Nova») (США)[12].
65. Бен Бова «Назовні від Сонця» (англ. «Out of the Sun») (США)
66. Мак Рейнольдс «Найманець завтрашнього дня[en]» (англ. «Mercenary from Tomorrow»)* (США)
67. Філіп Е. Хай «Найманці часу» (англ. «The Time Mercenaries») (Англія)[13]
68. Тед Вайт[en] «Нерест машини смерті» (англ. «The Image of the Beast») (США)
69. Джон Бойд «Останній зореліт з Землі» (англ. «The Last Starship from Earth») (США)
70. Майкл Муркок «Остаточна програма»* (англ. «The Final Programme»),  (Англія)
71. Курт Сіодмак «Пам'ять Гаузера» (англ. «Hauser's Memory»), (США)
72. Майк Резник «Переслідування на Ганімеді» (англ. «Pursuit on Ganymede») (США)
73. Кіт Ломер «Підписано в Ніде» англ. «Assignment in Nowhere») (США)
74. Джоанна Расс «Пікнік у раю» (англ. «Picnic on Paradise») США
75. Джон Браннер «Планета-безлад» (англ. «Bedlam Planet») (Англія)
76. Б. Р. Брюсс[fr] «Планету не знайдено» (фр. «La Planète introuvable) (Франція)[14]
77. Євген Войскунський та Ісай Лукодянов «Плескіт зоряних морів» (рос. «Плеск звездных морей Плескіт зіркових морів») (Азербайджанська РСР, видано у Російська РФСР)
78. Енн Маккефрі «Політ дракона» (англ. «Dragonflight»)* (США)
79. Андре Нортон «Початковий камінь» (англ. «The Zero Stone») (США)
80. Філіп Е. Хай «Прибулець на моїй спині» (англ. «Invader on My Back») (Англія)[15]
81. Тур Трункатов «Пригоди Гука» (рос. «Приключения Гука») (Російська РФСР)
82. Вільям Тенн «Про людей і чудовиськ» англ. «Of Men and Monsters») (США)
83. Едмунд Купер[en] «П'ять до дванадцяти» (англ. «Five to Twelve») (Англія)
84. Олександр та Сергій Абрамови «Рай без пам'яті» (рос. «Рай без памяти») (Російська РФСР)[16]
85. Філіп Е. Хай „Реальність заборонено“ (англ. «Reality Forbidden») (Англія)
86. Олексій Паншин „Революція на Тьорбі“ (англ. «The Thurb Revolution») (США)
87. Кліффорд Сімак „Резервація гоблінів“ (англ. «The Goblin Reservation») (США)
88. Кіт Ломер „Ретиф та полководці“ англ. «Retief and the Warlords») (США)
89. Олексій Паншин „Ритуал переходу[en]“ (англ. «Rite of Passage») (США)[17].
90. Рафаель Лафферті „Рифи Землі“ (англ. «The Reefs of Earth») (США)
91. Едмонд Гемілтон „Світ зоряних вовків“ (англ. «World of the Starwolves») (США)
92. Мак Рейнольдс „Світ-комп'ютер“ (англ. «Computer World»)**, (США)[18]
93. Пауль ван Герк „Сем з плутоднем“ (нід. «Sam of de Pluterdag») (Бельгія)
94. Дейвід Ґай Комптон „Синтезадоволення“ (англ. «Synthajoy») (Англія)
95. Джон Слейдек „Система відтворення“ (англ. «The Reproductive System») (1968) (Англія)
96. Жерар Клайн „Скіпетр випадковості[ro]“ (фр. «Le Sceptre du hasard») (Франція)
97. Михайло Анчаров „Сода-Сонце“ (рос. «Сода-Солнце»)* (Російська РФСР)
98. Кларк Дарльтон „Стрибок у майбуття“ (англ. «Der Sprung ins Jenseits») (ФРН)
99. Пер Вальо „Сталевий стрибок“ (швед. «Stålsprånget») (Швеція)
100. Френк Герберт „Творці небес[en]“ (англ. «The Heaven Makers»)
101. Андре Нортон „Темний трубач“ (англ. «Dark Piper»)  (США)
102. Ллойд Біггл-молодший „Тихий, негучний голос труб“ (англ. «The Still, Small Voice of Trumpets») (США)
103. Говард Фаст „Тоні і дивовижні двері“ (англ. «Tony and the Wonderful Door»), (США)
104. Бертрам Чендлер „Фальшива Батьківщина, або Планета спартанців“ (англ. «False Fatherland») (Австралія)
105. Бертіль Мартенсен „Це — реальність“ (швед. «Fangelsestaden») (Швеція)
106. Мартін Кейдін „Четверо повернулися“ (англ. «Four Came Back») (США)[19]
107. Філіп Дік „Чи сняться андроїдам про електровівці?“ (англ. «Do Androids Dream of Electric Sheep?») (США)[20].
108. Джеймс Бліш „Чорний Великдень[en]“ (англ. «Black Easter») (США), (Англія)
109. Леслі Пурнелл Дейвіс[en] „Чужий“ (англ. «The Alien») (Англія)[21]
110. Джеймс Т. Макінтош[en] „Шість брам з чистилища“ (англ. «Six Gates from Limbo») (Шотландія)
111. Рон Ґуларт[en] „Шпагоглотач“ (англ. «The Sword Swallower») (США)

- Романи, що раніше видавалися, проте видані вперше у відповідному форматі, варіанті редакції та відповідного розміру.
  - Романи видані в журнальному варіанті у вигляді серіалу

### Вперше видані повісті
1. Роберт Сілверберг „Крила ночі“ (англ. «Nightwings (novella)»)  (США)[22]

### Вперше видані авторські збірки творів короткої та середньої форми
1. Альфред ван Воґт „Віддалені світи Альфреда ван Воґта“ (англ. «The Far-Out Worlds of A.E.Van Vogt») (США)
2. Джон Барт „Втрачені в веселому будинку; проза для друку, записування на магнітофон, проголошення вголос“ англ. «Lost in the Funhouse: Fiction for Print, Tape, Live Voice») (США)
3. Кіт Ломер „Ґрейлорн“ (англ. «Greylorn») (США)
4. Фредрік Браун „Денні жахи“ (англ. «Daymares») (США)
5. Кіт Ломер „День перед вічністю і Громоголовий“ (англ. «The Day Before Forever and Thunderhead») (США)
6. Вільям Тенн „Дерев'яна зоря“ (англ. «The Wooden Star») (США)
7. Артур Селлінз „Довга еврика“ (англ. «The Long Eureka») (Англія)
8. Вадим Шефнер „Запізнілий стрілець“ (рос. «Запоздалый стрелок») (Російська РФСР)
9. Микола Томан „Злочин магістра Травицького“ (рос. «Преступление магистра Травицкого») (Російська РФСР)
10. Вільям Тенн „Квадратний корінь з людини“ (англ. «The Square Root of Man») (США)
11. Роберт Ф. Ян[en] „Келих зірок“ англ. «A Glass of Stars») (США)
12. Гарлан Еллісон „Кохання — це не що інше, як "секс", написаний з помилкам[en]“ англ. «Love Is not Nothing but Sex Misspelled») (США)
13. Нельсон С. Бонд „Кошмари та мрії[en]“ (англ. «Nightmares and Daydreams») (США)
14. Борис Лапин „Кратер Ольга“ (рос. «Кратер Ольга») (Російська РФСР)
15. Олександр Шалімов „Мисливці на динозаврів“ (рос. «Охотники за динозаврами») (Російська РФСР)
16. Сиріл Корнблас „Найкращі науково-фантастичні розповіді Сирила М. Корнбласа“ англ. «Best Science Fiction Stories of Cyril M. Kornbluth») (США)
17. Джон Браннер „Не попереду часу“ (англ. «Not Before Time») (Англія)
18. Ларрі Нівен „Нейтронна зірка[en]“ (англ. «Neutron Star») (США)
19. Дональд Бартельмі „Неназвані практики, ненатуральні акти“ (рос. «Unspeakable Practices, Unnatural Acts») (США)
20. Едмунд Купер[en] „Новини нізвідкіля“ (англ. «News from Elsewhere») (Англія)
21. Роберт Шеклі „Пастка на людей[en]“ (англ. «The People Trap») (США)
22. Томас М. Діш „Під тиском[en]“ (англ. «Under Compulsion») (Англія)
23. Фріц Лайбер „Потаємні пісні“ (англ. «The Secret Songs») (США)
24. Пол Андерсон „Ріг часу“ (англ. «The Horn of Time») (США)
25. Генріх Альтов „Розум, що опалює“ (рос. «Опаляющий разум») (Азербайджанська РСР)
26. Борис Зубков[ru] та Євген Муслін „Самозванець Стамп“ (рос. «"Самозванец Стамп») (Російська РФСР)
27. Кліффорд Д. Сімак „Сила уяви“ англ. «So Bright the Vision») (США)
28. Вільям Тенн „Сім статей“ англ. «The Seven Sexes») (США)
29. Джеральд Керш[en] „Сонна одурь і прокляття“ (англ. «Nightshades and Damnations») (США) за редакцією (Гарлана Еллісона)
30. Теодор Коґсвелл[en] „Третє око“ англ. «The Third Eye») (США)
31. Кіт Ломер „Цей божевільний, божевільний, божевільний Чумацький шлях“ англ. «It's a Mad, Mad, Mad Galaxy») (США)
32. Михайло Ємцев та Єремій Парнов „Ярмарок тіней“ (рос. «Ярмарка теней») (Російська РФСР, народжені в Українська РСР)
33. Нельсон С. Бонд „Кошмари та мрії[en]“ (англ. «Nightmares and Daydreams») (США)

#### Вперше видані авторські збірки пов'язаних творів короткої та середньої форми
1. Кіт Робертс „Павана“ (англ. «Pavane»)  (Англія)[23].
2. Станіслав Лем „Розповіді про пілота Піркса“ (пол. «Opowieści o pilocie Pirxie») (Польща)

### Вперше видані колективні антології
1. „Англія свінгує НФ“ (англ. «England Swings SF») (США) за редакцією Джудіт Мерріл[24]
2. „Крива часу[en]“ (англ. «The Time Curve») (США) за редакцією Сема Московиця та Роджера Елвуда[en]
3. „Мікрокосмічний Бог та інші історії з сучасних шедеврів наукової фантастики“ (англ. «Microcosmic God and Other Stories from Modern Masterpieces of Science Fiction»)  (США) за редакцією Сема Московиця[25]
4. „Найкраща наукова фантастика року, Вип. № 1“ (англ. «The Year's Best Science Fiction No. 1») (Англія) за редакцією Гаррі Гаррісона та Браєна В. Олдіса[26]
5. „Найкраща наукова фантастика світу: 1968[en]“ (англ. «World's Best Science Fiction: 1968») (США) за редакцією Дональда Е. Воллгайма та Террі Карра[en]
6. „Нове написане в НФ 12[en]“ (англ. «New Writings in SF 12») (Англія) за редакцією Едварда Джона Карнелла[en]
7. „Нове написане в НФ 13[en]“ (англ. «New Writings in SF 13») (Англія) за редакцією Едварда Джона Карнелла[en]
8. „НФ 12[en]“ (англ. «SF12») (США) за редакцією Джудіт Мерріл
9. „Оповідання премії «Неб'юла» 3[en]“ (англ. «The Year's Best Science Fiction No. 2») (Англія) за редакцією Роджер Желязни
10. „Орбіта[en] 3“ (англ. «Orbit 3») (США) за редакцією Деймона Найта[27]
11. „Орбіта[en] 4“ (англ. «Orbit 4») (США) за редакцією Деймона Найта[28]
12. „Орбіта[en] 5“ (англ. «Orbit 5») (США) за редакцією Деймона Найта[29]
13. „Тихоокеанська книга австралійської НФ“ (англ. «The Pacific Book of Australian SF») (Австралія) за редакцією Джона Бекстера[en]

### Вперше видані нехудожні книги науково-фантастичного та футурологічного характеру

#### Критичні роботи на фантастичні теми

##### Критичні роботи про життя та творчість письменників фантастів
1. Філіп Гарботтл (англ. Philip Harbottle) „Багатолика людина: біографічне та бібліографічне дослідження Джона Рассела Фірна[en] (1908—1960)“ (англ. «The Multi-Man: A Biographic and Bibliographic Study of John Russell Fearn (1908-1960)») (Англія)[30]
2. В. Пол Кук[en] (англ. W. Paul Cook) „Г. Ф. Лавкрафт: Портрет“ (англ. «H.P.Lovecraft, A Portrait"») (США)[31]
3. Олексій Паншин „Гайнлайн у вимірі: критичний аналіз“ (англ. «Heinlein in Dimension: A Critical Analysis») (США)[32]
4. Керміт Вандербільт (англ. Kermit Vanderbilt) „Досягнення Вільяма Діна Хоуеллса: повторне тлумачення“ (англ. «The Achievement of William Dean Howells: A Reinterpretation») (США)[33]
5. Деніел Аарон (англ. Daniel Aaron) та Гаррі Левін (англ. Harry Levin) „Едвард Белламі, романіст та реформатор“ (англ. «Edward Bellamy, Novelist and Reformer»)
6. Алекс М. Шейн (англ. Alex M. Shane) „Життя та твори Євгена Замятіна“ (англ. «The Life and Works of Evgenij Zamjatin»)
7. Олег Малевич[ru]» (англ. Малевич Олег Михайлович) «Карел Чапек. Критико-біографічний нарис» (англ. «Карел Чапек. Критико-биографический очерк») (Російська РФСР)[34]
8. Марк Постер[en] (англ. Mark Poster) "Машина Е. М. Форстера: дослідження твору «Машина зупиняється[en]» (англ. «E. M. Forster's Machine: A Study of "The Machine Stops"») (США)[35]
9. Роже Брюне (англ. Roger Brunet) «Містичне бачення Олафа Стейплдона» (англ. «The Mystic Vision of Olaf Stapledon») (Канада)
10. Пітер Боверін (англ. Peter Bowering) «Олдос Гакслі: дослідження основних романів» (англ. «Aldous Huxley: A Study of the Major Novels») (Англія)[36]
11. Ніколо Мінео[it] (італ. P. Giannantonio) «Пророцтво та апокаліптика у Данте: структури та пророчо-апокаліптичні теми у Данте: від нового життя до Божественної комедії» (італ. «Dante e l'allegorismo») (Італія)[37]
12. Дж. Дж. Клейтон (англ. J.J.Clayton) «Сол Беллоу: На захист людини» (англ. «Saul Bellow: In Defense of Man») (США)[38]
13. Лаура Гакслі[en] (англ. Laura Huxley) «Цей вічний момент: особистий погляд на Олдоса Гакслі» (англ. «This Timeless Moment: A Personal View of Aldous Huxley») (Англія)[39]

##### Критичні роботи про теми, сюжети та історію розвитку фантастики
1. Йон Хобана (рум. Ion Hobana) «Образи можливого: науково-фантастичний фільм» (рум. «Imaginile posibilului: filmul ştiinţifico-fantastic») (Румунія)
2. Стівен Едвард По (англ. Stephen Edward Poe) та Джин Родденберрі (англ. Eugene Roddenberry) «Створюючи Зоряний шлях» (англ. «The Making of Star Trek») (США)

#### Футурологічні праці
1. Станіслав Лем (пол. Stanisław Lem) «Фантастика та футурологія» (пол. «Fantastyka i futurologia») (Польща)

### Науково-фантастичні фільми, що вперше з'явилися на екранах
1. «Астрозомбі[en]» (англ. «Voyage to the Planet of Prehistoric Women»)  (США), режисера Теда В. Майклза[en] за сценарієм Теда В. Майклза та Вейна Роджерса[en][40]. Прем'єра фільму відбулася у травні.
2. «Барбарелла» (англ. «Voyage to the Planet of Prehistoric Women»)  (Італія, Франція), режисера Роже Вадима за сценарієм Вітторіо Бонічеллі[it],Клода Брюле[es], Роже Вадима, Браєна Деґа[en], Жана-Клода Фореста[en], Террі Саутерна[en] та Тудора Джейтса[en] на основі «однойменної серії коміксів[en]». Прем'єра фільму відбулася 22 жовтня в Італії[41]
3. «Влада»  (США), режисера Байрона Гаскіна[en] за сценарієм Джона Ґрея[en] за однойменним науково-фантастичним романом американського письменника-фантаста Френка Малкома Робінсона 1956 року. Прем'єра стрічки відбулася 21 лютого[42].
4. «Ґодзілла: Парад монстрів» (яп. «怪獣総進撃») (Японія), режисера Ісіро Хонда. Прем'єра стрічки відбулася 1 серпня.
5. «Жінка-кажан[de]» (ісп. «La mujer murciélago»)  (Мексика), режисера Рене Кардона[en] за сценаріем Альфредо Салазара (ісп. Alfredo Salazar). Прем'єра стрічки відбулася 28 березня.[43]
6. «Зроблено у Швейцарії, 2069 року[de]» (нім. «Swiss Made 2069») — (Швейцарія), режисера Фреді М. Мюрера[en] та Ганса Рудольфа Гігера. Прем'єра стрічки відбулася у січні.
7. «Кохаю тебе, кохаю[en]» (фр. «Je t'aime, je t'aime») (Франція) режисера Алена Рене за сценарієм бельгійського письменника-фантаста Жака Стернберга[en] . Прем'єра стрічки відбулася 26 квітня
8. «Космічна одіссея 2001 року» (англ. 2001: A Space Odyssey) — (Велика Британія) режисера Стенлі Кубрика за твором шрі-ланкійського письменника-фантаста Артура Кларка. Прем'єра стрічки відбулася 2 квітня.
9. «Листковий пиріг» (рос. «Солярис»)  (Польща), фантастична комедія режисера Анджея Вайди, знята за сценарієм Станіслава Лема, який є переробкою його п'єси 1955 року «Чи існуєте ви, містер Джоунз?». Прем'єра стрічки відбулася 17 березня.
10. «Місія: Марс[en]» (англ. «Mission Mars») — (США), режисера Ніколаса Вебстера[en] за сценарієм Майка Сент-Клера на основі розповіді Обрі Вісберґа[en]. Прем'єра стрічки відбулася 28 липня[44].
11. «Ніч живих мерців» (англ. «Night of the Living Dead»)  (США),, режисера Джорджа Ромеро. Прем'єра фільму відбулася 2 жовтня в Піттсбурзі.
12. "Палата страху.[45].
13. «Піна днів» (фр. «L'Ecume des jours»)  Франція, режисера Шарлем Бельмоном за сценарієм Шарля Бельмона, Філіппа Дюмарсе[fr] та П'єр Пелерґрі[fr] основі «однойменного» роману Бориса Віана (1946). Прем'єра фільму відбулася 20 березня у Франції[46].
14. «Планета мавп» (англ. «Planet of the Apes»)  (США), режисера Франкліна Шеффнера за однойменним романом французького письменника-фантаста П'єра Буля. Прем'єра стрічки відбулася 8 лютого.
15. «Подорож на планету доісторичних жінок» (англ. «Voyage to the Planet of Prehistoric Women») — (США), режисера Пітера Богданович за сценарієм Генрі Нея, незначна переробка фільму 1965 року «Подорож на доісторичну планету». Стрічка знаходиться в суспільному надбанні у США.
16. «Проект "Ікс"» (англ. «Project X») — (США), режисера Вільяма Касла за сценарієм Едмунда Морріса. Прем'єра стрічки відбулася у травні[47].
17. «Чарлі» (англ. «Charly»)  (США) режисера Ральфа Нельсона[en] за сценарієм Стерлінга Сілліфанта, кіноадаптація науково-фантастичної книги «Квіти для Елджернона» Деніела Кіза. За сценарій фільму Стірлінг Сілліфант отримав «Золотий глобус», виконавець головної ролі Кліфф Робертсон став лауреатом «Оскара».

#### Науково-фантастичні мультфільми, що вперше з'явилися на екранах
1. "ВІП, мій брат супермен. Прем'єра стрічки відбулася 31 жовтня[48].
2. «Космічний зум[en]» (англ. «Cosmic Zoom»)  (Канада), режисера Єви Сас (англ. Eva Szasz) за книгою Кіза Боке. Прем'єра стрічки відбулася 31 жовтня[49].

### Науково-фантастичні телесеріали, що вперше з'явилися на телеекранах
1. «Година скорпіона[de]» (нім. «Stunde des Skorpions»)  (НДР), мінісеріал режисера Горста Заєське за сценарієм Гюнтера Крупката на основі його роману «Невидимі» (нім. «Die Unsichtbaren»). Прем'єра стрічки відбулася 20 грудня.
2. «Земля велетнів[en]» (англ. «Land of the Giants»)  (США), телесеріал режисера Ірвіна Аллена[en], Гаррі Гарріса[en], Собі Мартіна[en] та Нейтена Юрана[en][50]. Прем'єра стрічки відбулася 22 вересня.
3. «Повідомлення з майбутнього — Особливі пригоди родини Мецги[de]» (угор. «Üzenet a jövőből – A Mézga család különös kalandjai»)  (Угорщина), телесеріал Йозефа Неппа[hu] за сценарієм Юзефа Ромуня[hu]. Романізовано у книгу останнього Особливі пригоди родини Мецги[hu] (угор. «Mézga Aladár különös kalandjai», 1974).
4. «Соляріс» (рос. «Солярис»)  (Російська РФСР), двосерійний телеспектакль року режисерів Борис Ніренбурга та Лідії Ішімбаєвої, створений однойменного роману Станіслава Лема. Прем'єра стрічки відбулася 8 жовтня[51].
5. «Чемпіони[en]» (англ. «The Champions»)  (Велика Ьританія) Монті Бермена[en], Денніса Спунера[en]. Прем'єра стрічки відбулася 25 вересня.

#### Науково-фантастичні мультсеріали, що вперше з'явилися на телеекранах
1. «Пригоди Бетмена[en]» (англ. «The Adventures of Batman»)  (США), режисера Хола Сазерленда[en]. Прем'єра стрічки відбулася 14 вересня.
2. «Кіборг 009[en]» (яп. «サイボーグゼロゼロナイン») — (Японія), режисера Юго Серікави[ja], екранізація однойменної манги.

## Проведені науково-фантастичні конвенції
1. 26-а всесвітня конвенція наукової фантастики[en], 29 серпня — 2 вересня, Готель «Клермонт»[en] (Берклі, штат Каліфорнія, США).

## Вручені премії фантастики
1. «Премія Г'юґо» (англ. «Hugo Award») (міжнародна) у номінаціях:
- «найкраще оповідання»
- «найкращу коротку повість»
- «найкращу повість»
- «найкращий роман»
- Найкращий професійний журнал[en]
- Найкращому письменнику-аматору
- Найкращому професійному художнику
- Найкращому митцю-аматору[en]

2. «Неб'юла» (англ. «Nebula Award») (США) у номінаціях:
- «найкраще оповідання»
- «найкращу коротку повість»
- «найкращу повість»
- «найкращий роман»

3. Меморіальна премія імені Едварда Е. Сміта «Небесний жайворонок» (США) за внесок до жанру — Джон В. Кемпбелл-молодший

## Цього року померли
1. 19 лютого Бернард Ньюмен[en] (англ. Bernard Newman) (1897—1968), письменник-фантаст, (Англія), на 71-му році життя[52]
2. 13 березня Джантрі Сірібоонрод (тай. จันตรี ศิริบุญรอด) (1917–1968), письменник-фантаст, (Таїланд), на 51-му році життя[53]
3. 29 квітня Вільям Ентоні Паркер Вайт (англ. William Anthony Parker White) (1911—1968), письменник-фантаст, критик та редактор наукової фантастики (США), на 57-му році життя[54]
4. 5 травня Гарл Вінсент[en] (англ. Harl Vincent) (1893—1968), письменник-фантаст, (США), на 75-му році життя в Лос-Анджелесі (Каліфорнія)[55]
5. 9 вересня у Берліні Річард Ґросс[de] (англ. Richard Groß) (1921—1968), письменник-фантаст, (Німеччина, НДР), у віці 47 років
6. 24 вересня у Вортингу Артур Ґордон Лей (англ. Arthur Gordon Ley) (1921—1968), письменник-фантаст (Англія), у віці 47 років[56]
7. 26 жовтня Клер Вінґер Гарріс (англ. Clare Winger Harris) (1891—1968), письменниця-фантастка, (США), у віці 77 років[57]
8. 5 листопада Джеральд Керш[en] (англ. Gerald Kersh) (1911—1968), письменник, відомий зокрема своїми науково-фантастичними творами короткої форми (Англія, США), у віці 57 років[58]
9. 17 листопада Мервін Пік (англ. Mervyn Peake) (1911—1968), письменник-фантаст, (Англія, народився у Китаї), у віці 57 років[59]
10. 25 листопада Ептон Сінклер (англ. Upton Sinclair) (1878—1968), письменник-фантаст, (США), у віці 90 років
11. 5 грудня Анна Каван[en] (англ. Anna Kavan) (1911—1968), письменниця-фантастка французького походження, (Англія), у віці 57 років[60]
12. 20 грудня Макс Брод (нім. Max Brod, івр. מקס ברוד) письменник (1884—1968), відомий зокрема своїми науково-фантастичними творами короткої форми, (Чехія, Ізраїль), у віці 84 роки

## Цього року народилися
1. 11 квітня Каратау (Казахська РСР) Сергій Лук'яненко (рос. Лукьяненко Сергей Васильевич), письменник-фантаст (Казахстан, Російська Федерація)
2. 17 квітня у Марбурзі Томас Елбель[de] (нім. Thomas Elbel), письменник-фантаст (Німеччина)
3. 22 травня у Атенах (Огайо) Пол Мелкоу[en] (англ. Paul Melko), письменник-фантаст (США)[61]
4. 11 червня у Лідсі Джастіна Робсон[en] (англ. Justina Robson), письменниця-фантаст (Англія)
5. 15 червня Уве Пост[de] (англ. Uwe Post), письменник-фантаст (Німеччина)
6. 7 липня у Нью-Джерсі Тріша Салліван[en] (англ. Tricia Sullivan), письменниця-фантаст (США)
7. 30 вересня у Будапешті Теодора Ґосс[en] (англ. Theodora Goss), письменниця-фантаст (США)
8. 30 вересня в Окленді Шарлі Г'юстон[en] (англ. Charlie Huston), письменник-фантаст (США)
9. Рассел Вільям Есплунд (англ. Russell W. Asplund), письменник-фантаст (США)
10. Кріс Моріарті[en] (англ. Chris Moriarty), письменниця-фантаст (США)

## Цього року дебютували у науковій фантастиці[62]
1. Жан-П'єр Андревон (Франція) (1937 —) з оповіданням «Заповідник» (фр. «La réserve»), травень[63]
2. Йошіо Арамакі[en] (Японія) (1933 –) з повістю «М'які годинники» (яп. «柔らかい時計», «Яваракай токей»), квітень[64]
3. Томас Дж. Басслер (США) (1932—2011) з повістю «Зоряний свербіж» (англ. «Star Itch»), вересень[65]
4. Едді Бертен (Нідерланди) (1944—2018) з оповіданням «Шепітливий терор» (нід. «De Fluisterende Verschrikking»)[66]
5. Майкл Бішоп (США) (1945 —) з віршем «Відлуння через годинник» (англ. «An Echo Through the Timepiece»), січень[67]
6. Джон Бойд (США) (1919—2013) «Останній зореліт з Землі» (англ. «The Last Starship from Earth»)[68]
7. Тур Оґе Брінґсвярд (Норвегія) (1939 —) з оповіданням «Один барашек, одна троянда і три маленькі вулкани» (норв. «En san, en rose og tre sma vulkaner)[69]
8. Адам Вишневськи-Снерг (1935—1994) (Польща) (1937—1995) з оповіданням «Анонім» (англ. «Anonim»)[70]
9. Едмунд Внук-Липинський (Польща) (1944—2015) з оповіданням «Кшись» (пол. «Krzyś»)[71]
10. Чарльз Л. Ґрент[en] (США) (1942—2006) з оповіданням «Будинок зла» (англ. «The House of Evil»), грудень[72]
11. Роман Данак (1935—1994) та Тадеуш Збігнев Дворак (Польща) (1942—2013) з оповіданням «Феміда» (англ. «Temida»)[73]
12. Марк Едлард[en] (Англія) (1932 —) з оповіданням «Без тертя» (англ. «Friction Free»), 28 жовтня[74]
13. Кроуфорд Кіліен (Канада) (1939 —) з короткою повістю «Корпорація „Дива“» (англ. «Wonders, Inc.»), вересень[75]
14. Браєн Ламлі[en] (США) (1937 —) з оповіданням «Кіпрська оболонка» (англ. «The Cyprus Shell»)[76]
15. Теніт Лі (Англія) (1947 —) з оповіданнями «Юстас» (англ. «Eustace»)[77] та «Заручена» (англ. «The Betrothed»), листопад[78]
16. Джеймс Тіптрі-молодший (США) (1915—1987) з оповіданням «Народження продавця» (англ. «Birth of a Salesman»), березень[79]
17. Роберт Чілсон[en] (Англія) (1945 —) з оповіданням «Читач розуму» (англ. «The Mind Reader»), червень[80]